# Кросовер (Image Comics)
«Кросовер» (англ. Crossover) — продовжувана серія коміксів, що публікується американським видавництвом Image Comics. Створена сценаристом Донні Кейтсом, художником Джеффом Шоу, колористом Ді Каніффом та літерником Джоном Дж. Гіллом. Серія вийшла друком уперше 4 листопада 2020 року, однак після випуску спеціального 3D-випуску №1 була призупинена 18 серпня 2022 року.

## Сюжет
Події розгортаються у 2017 році, коли вигадані персонажі з коміксів різних видавництв та жанрів раптово з'являються у реальному світі. Центром катастрофи стає місто Денвер, штат Колорадо, яке зазнає масових руйнувань і втрат. Згодом навколо міста зводиться купол, що ізолює територію від зовнішнього світу.
Через п'ять років група людей і вигаданих персонажів вирушає назад до Денвера, аби з'ясувати справжню причину катастрофічної події, яку вони називають «Подією».

## Історія публікації
Проєкт Crossover було анонсовано в липні 2020 року під час заходу San Diego Comic-Con. Його автори — творці інших коміксів для Image Comics, таких як God Country та Redneck. У інтерв'ю для IGN Кейтс і Шоу зазначили, що ідея серії натхненна великими кросоверами від провідних видавництв — зокрема DC Comics і Marvel Comics. Творці описували концепцію як поєднання «Месники: Завершення» і «Монстро», а також натякнули на появу персонажів з інших серій Image та сторонніх франшиз.
Після випуску 3D-версії першого номера серію поставили на паузу. Це було пов'язано з запуском нового проєкту під назвою Vanish, також створеного Донні Кейтсом.

## Персонажі
- Елліпсіс «Еллі» Говелл — дівчина, яка пережила «Подію» в Денвері. Працює у крамниці коміксів Отто в місті Прово, штат Юта. Насправді вона — персонаж з вигаданого світу.
- Оріон «Раян» Лоу — син релігійного фанатика, що раніше конфліктував з Еллі. Згідно з пророцтвом одного з в'язнів організації «Павергауз», саме Раян відіграє ключову роль у завершенні «Події».
- Ава Квінн — персонаж з вигаданого світу, що володіє надздібностями та стає подругою Еллі.
- Отто — власник крамниці коміксів та роботодавець Еллі.
- Отець Лоу — батько Раяна, релігійний радикал, який вважає «Подію» диявольським вторгненням і планує війну проти вигаданих персонажів.
- Натаніель Абрамс Пендлтон — спецдиректор організації «Павергауз», яка займається полюванням на персонажів та експериментами над ними. Таємно доручає Раяну віднайти спосіб припинити «Подію». Тим часом утримує Донні Кейтса як в'язня.

## Сприйняття
Перший випуск отримав позитивні відгуки. Оскар Молтбі з Newsarama описав його як «зухвалий до біса» і вважає гарним початком для серії.
| Випуск  | Дата публікації  | Оцінка | Відгуки | Прим.  |
| ------- | ---------------- | ------ | ------- | ------ |
| #1      | 4 листопада 2020 | 8.9/10 | 26      | [ 9 ]  |
| #2      | 9 грудня 2020    | 7.9/10 | 15      | [ 10 ] |
| #3      | 6 січня 2021     | 8.4/10 | 11      | [ 11 ] |
| #4      | 24 лютого 2021   | 8.2/10 | 14      | [ 12 ] |
| #5      | 31 березня 2021  | 8.0/10 | 12      | [ 13 ] |
| #6      | 28 квітня 2021   | 9.2/10 | 11      | [ 14 ] |
| #7      | 30 червня 2021   | 8.5/10 | 7       | [ 15 ] |
| #8      | 29 вересня 2021  | 8.9/10 | 6       | [ 16 ] |
| #9      | 3 листопада 2021 | 9.3/10 | 6       | [ 17 ] |
| #10     | 8 грудня 2021    | 8.1/10 | 6       | [ 18 ] |
| #11     | 2 лютого 2022    | 9.1/10 | 6       | [ 19 ] |
| #12     | 2 березня 2022   | 8.9/10 | 4       | [ 20 ] |
| #13     | 11 травня 2022   | 9.2/10 | 6       | [ 21 ] |
| Загалом | Загалом          | 8.7/10 | 130     | [ 22 ] |

## Колекційні видання
| Назва                                    | Том | Випуски         | Сторінки | Дата публікації | ISBN                         |
| ---------------------------------------- | --- | --------------- | -------- | --------------- | ---------------------------- |
| Crossover, Volume 1: Kids Love Chains    | 1   | Crossover #1−6  | 176      | 26 травня 2021  | 1534318933 та 978-1534318939 |
| Crossover, Volume 2: The Ten-Cent Plague | 2   | Crossover #7−13 | 176      | 8 червня 2022   | 153431928X та 978-1534319288 |